# Návštěva Benedikta XVI. v České republice v roce 2009
Papež Benedikt XVI. navštívil Českou republiku ve dnech 26. září až 28. září 2009. Jednalo se o čtvrtou návštěvu hlavy katolické církve v této zemi. Šlo jednak o návštěvu diplomatickou, ale především pastorační.

## Průběh

### sobota 26. září
Benedikt XVI. zahájil třídenní návštěvu České republiky – svou 13. apoštolskou cestu v sobotu 26. září na ruzyňském letišti v Praze, kde byl přivítán českým prezidentem Václavem Klausem a dalšími ústavními činiteli, církevními představiteli a zástupci věřících.
První zastávkou Svatého otce byl chrám Panny Marie Vítězné v Praze na Malé Straně. Zde se poklonil Pražskému Jezulátku a setkal se s rodinami a dětmi. Ve své promluvě se obrátil právě na rodiny a vyzdvihl jejich důležitou úlohu ve společnosti. V odpoledních hodinách se na Pražském hradě setkal nejdříve s prezidentem Václavem Klausem a poté s představiteli veřejného života ve Španělském sále, kde opět v doprovodu prezidenta republiky vyslechl krátký koncert v podání České filharmonie. Ve svatovítské katedrále se následně setkal se stovkami kněží, řeholníků, řeholnic, seminaristů a členů laických hnutí při společné modlitbě nešpor.

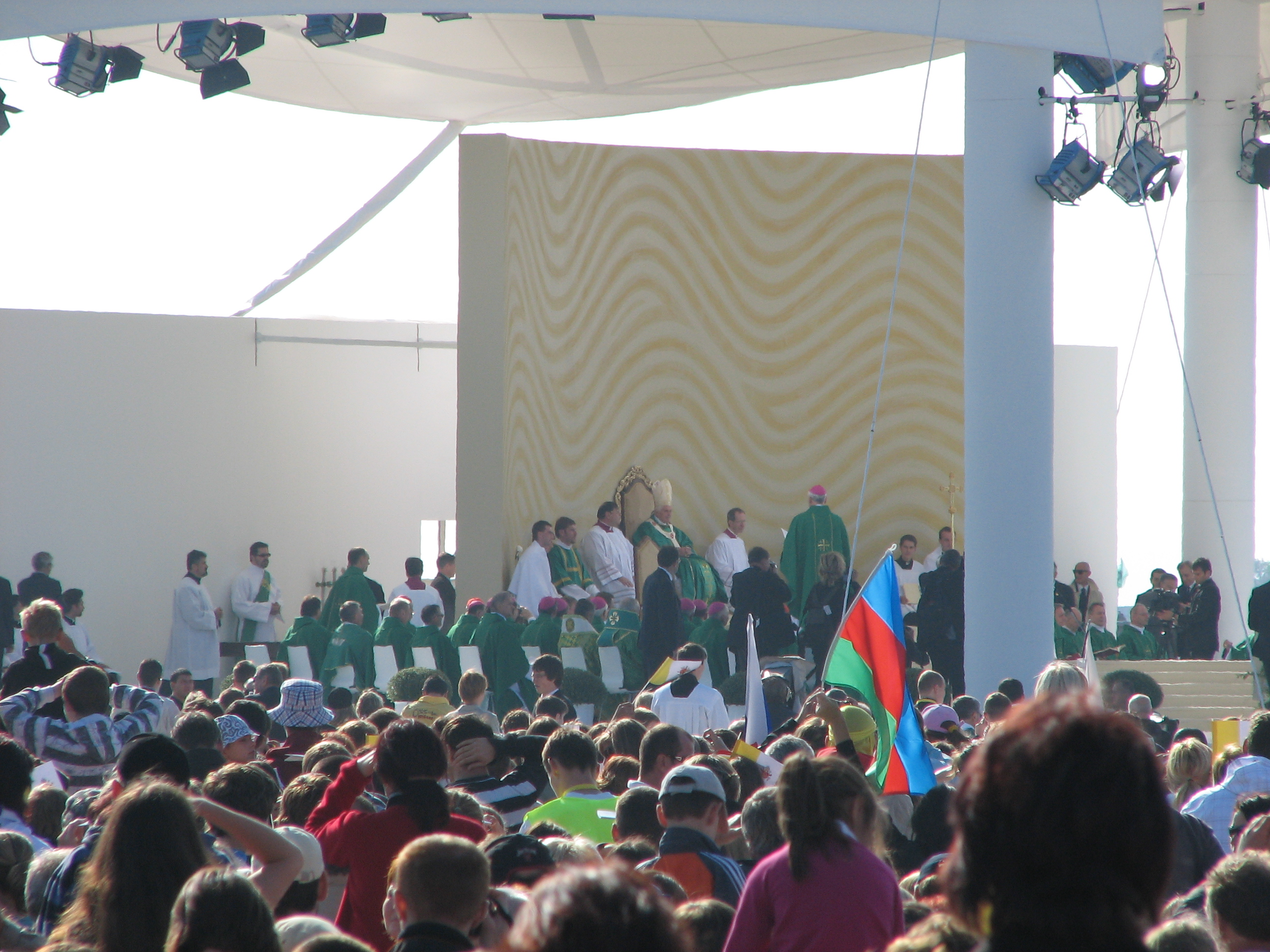
Benedikt XVI. při mši svaté v Brně-Tuřanech 27. září 2009

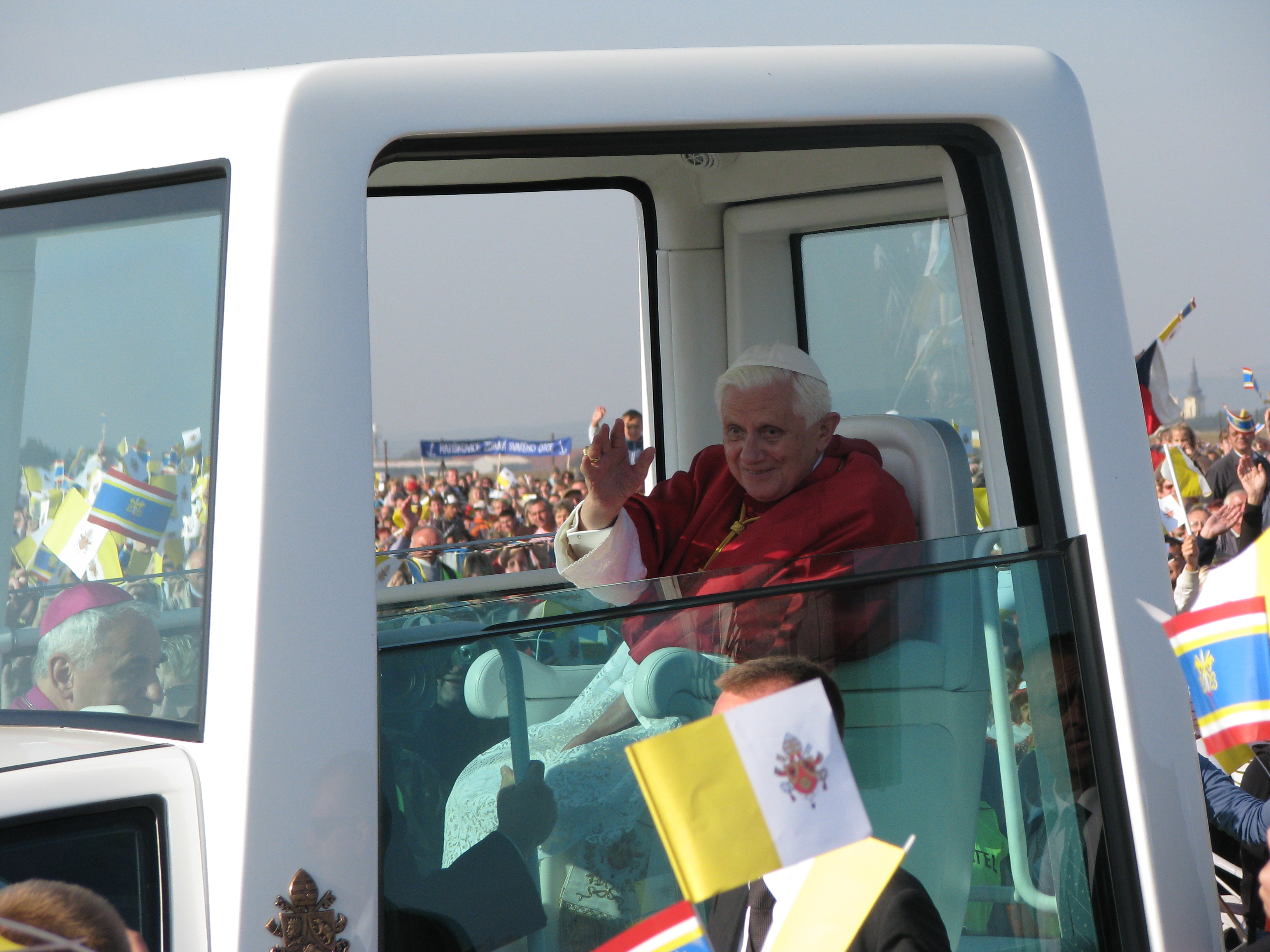
Benedikt XVI. zdraví věřící při bohoslužbě v Brně-Tuřanech 27. září 2009

### neděle 27. září
Papež Benedikt XVI. přiletěl v 9.20 do Brna a stal se prvním papežem, který město navštívil. Krátce před ním dorazil prezident Václav Klaus. Po příletu papeže se rozezněly kostelní zvony v celé brněnské diecézi, doprovázené dělovými salvami z hradu Špilberk. Na bohoslužbu na tuřanském letišti přišlo na 120 000 věřících.
Odpoledne se papež v pražském Arcibiskupském paláci setkal s představiteli Ekumenické rady církví a židovské obce. Večer ve Vladislavském sále Pražského hradu jednal s akademickou obcí, kde ocenil roli studentů v revolučních událostech před 20 lety.

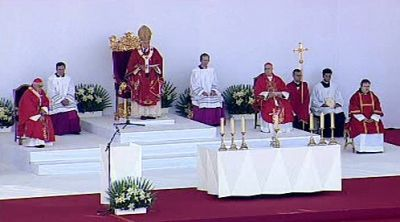
Benedikt XVI. při mši svaté ve Staré Boleslavi 28. 9. 2009

### pondělí 28. září
Apoštolskou cestu zakončil v pondělí 28. září návštěvou Staré Boleslavi při příležitosti svátku patrona českých zemí svatého Václava. Papež nejprve navštívil místo mučednické smrti sv. Václava v bazilice sv. Václava, kde se poklonil jeho ostatkům i Palladiu země české. Následně celebroval spolu s 600 kněžími na proboštské louce za městem bohoslužbu pro více než 50 000 věřících. Během ní proběhlo i setkání se zástupci mládeže a ti vyslechli papežovo poselství. Následně se papež přesunul do pražského Arcibiskupského paláce, kde poobědval s biskupy. V podvečerních hodinách se papež rozloučil s Českou republikou opět na Ruzyňském letišti.
V roce 2019 bylo ve Staré Boleslavi vzpomenuto, že se tam oslav Dne české státnosti a vzpomínky na umučení sv. Václava aktivně zúčastnil papež Benedikt XVI. právě před deseti lety. Devadesáté výročí "Svatováclavského milénia" a 10. výročí návštěvy Benedikta XVI. připomenul ve své homilii apoštolský nuncius arcibiskup Charles Daniel Balvo celebrující mši na "Národní svatováclavské pouti" v sobotu 28. září 2019. V předvečer oslav, v pátek 27. září, byla u chrámu sv. Václava odhalena busta papeže Benedikta XVI.

## Papežův harmonogram

### Den první – sobota 26. září
Praha
- 11.30 – Uvítací ceremoniál na ruzyňském letišti v Praze
- 12.30 – Návštěva kostela Panny Marie Vítězné – Pražského Jezulátka
- 16.30 – Zdvořilostní návštěva u prezidenta republiky na Pražském hradě
- 17.00 – Setkání s představiteli politického a společenského života a s diplomatickým sborem ve Španělském sále Pražského hradu
- 18.00 – Modlitba nešpor s kněžími, řeholníky, bohoslovci a zástupci církevních hnutí v katedrále sv. Víta, Václava a Vojtěcha

### Den druhý – neděle 27. září
Brno
- 9.20 – Přistání na letišti v Brně-Tuřanech
- 10.00 – Mše svatá na letišti a polední modlitba Anděl Páně
- 12.45 – Odlet zpět do Prahy

Praha
- 17.15 – Setkání s představiteli Ekumenické rady církví v ČR v Arcibiskupském paláci
- 18.00 – Setkání s akademickou obcí ve Vladislavském sále Pražského hradu

### Den třetí – pondělí 28. září
Stará Boleslav
- 8.50 – Návštěva baziliky sv. Václava
- 9.45 – Mše svatá u příležitosti Národní svatováclavské pouti, po mši promluva Svatého otce k mládeži

Praha
- 13.15 – Oběd s biskupy v prostorách Arcibiskupského paláce
- 16.45 – Rozloučení s Apoštolskou nunciaturou
- 17.15 – Závěrečný ceremoniál na ruzyňském letišti
- 17.45 – Odlet do Říma

## Diskuse o liturgické hudbě při papežské návštěvě
Hudba, která byla použita při bohoslužbě ve Staré Boleslavi, vyvolala mezi katolíky diskusi o vhodnosti použití moderních hudebních stylů v liturgii. Kritici hudebního provedení staroboleslavské liturgie následně podepisovali "Otevřený dopis mladých lidí všeho věku o liturgii", mající formu petice. Celkem podepsalo 1153 lidí, včetně řady diecézních a řeholních kněží. Interdiecézní liturgická komise dne 30. října 2009 na svém zasedání důvody uvedené signatáři odmítla.
Otevřený dopis vyvolal protireakci zastánců staroboleslavské hudby v podobě dopisu s názvem Tisíceré díky.
Výměna názorů zastánců a odpůrců staroboleslavské hudby vyústila později v uspořádání Studijního dne o liturgické hudbě dne 23. ledna 2010 v areálu KTF v Praze-Dejvicích.